# Mistrovství Československa v cyklokrosu 1984
Mistrovství Československa v cyklokrosu 1984 se konalo v sobotu 28. ledna  1984 v Táboře.
Délka závodu byla 22,7 km. První čtyři závodníci dojeli ve stejném čase.

## Přehled
| Poř.             | Jméno              | Čas        |
| Zlatá medaile    | Radomír Šimůnek    | 58:34 min  |
| Stříbrná medaile | Petr Klouček       | + 0:00 min |
| Bronzová medaile | Miloslav Kvasnička | + 0:00 min |
| 4                | Zbyněk Ocásek      | + 0:00 min |
| 5                | Fišer              | + 0:05 min |
| 6                | Miloš Fišera       | + 0:12 min |